# 다이산지역
다이산지역(일본어: 大山寺駅)은 일본 아이치현 이와쿠라시에 위치한 나고야 철도 이누야마선의 철도역이다. 역 번호는 IY 06이며, 상대식 승강장 2면 2선의 구조를 갖춘 지상역이다.

## 타는 곳
| 1 | ■ 이누야마 선 | 하행 | 고난 · 이누야마 · 이와쿠라 방면        |
| 2 | ■ 이누야마 선 | 상행 | 나고야 · 가미오타이 · 쓰루마이 선 방면 |

## 이용 현황
- 2013년 기준 : 1,955명

## 역 주변
- 이와쿠라 시립 소노 소학교

## 인접 역
| 나고야 철도 이누야마선                               | 나고야 철도 이누야마선 | 나고야 철도 이누야마선       |
| ---------------------------------------------------- | ---------------------- | ---------------------------- |
| IY 05 도쿠시게 · 나고야게이다이 비와지마 분기점 방면 | ■ 이누야마선           | 이와쿠라 IY 07 신우누마 방면 |